# Mario is Missing!
Mario is Missing! – komputerowa gra platformowa wydana w 1993 roku.